# Télévision de chambre
Télévision de chambre est une série télévisée française en 11 épisodes d'environ 60 minutes chacun, produite par l’Institut national de l’audiovisuel. La réalisation en est confiée à des réalisateurs de cinéma.  

## Historique
La production démarre en 1981 et les épisodes sont diffusés sur TF1 à compter du 9 avril 1982 et jusqu'au 5 septembre 1984. 
Le scénario et la réalisation sont soumis à une règle incontournable : l'unité de lieu. Extérieur ou intérieur, espace ouvert ou fermé, plus qu'un simple décor, c'est aussi un élément de la fiction, voire le ressort du drame.
La fortune critique de la série dépasse le cadre télévisuel et certains films sont sélectionnés pour le Festival de Cannes. Ainsi, le deuxième épisode, À toute allure de Robert Kramer, représente la France en compétition officielle au Festival de Cannes 1982. De même, La Matiouette ou l'Arrière-pays d'André Téchiné est présenté à Cannes dans la section Un certain regard en 1983. Et Casting, d'Arthur Joffé, également présenté dans une section parallèle du Festival de Cannes en 1983, y obtient le Prix de la Jeunesse.

## Synopsis
Chaque épisode de la série est une fiction indépendante dont le scénario est construit autour d'une contrainte issue du théâtre classique : l'unité de lieu. Tributaire de cette règle de base, le réalisateur est donc tenu de faire évoluer ses personnages dans un lieu prédéfini et parfaitement circonscrit, l'endroit choisi – que ce soit un espace extérieur ou intérieur, un emplacement clos ou ouvert – devenant à part entière un élément essentiel de l'intrigue. Le lieu opère à la fois comme repère géographique et comme catalyseur de l'intrigue. Ainsi, dans À toute allure de Robert Kramer, l'action se déroule entièrement dans l'enceinte de la patinoire « Le Palace » du centre commercial Les Quatre Temps à La Défense. Dans le film d'André Téchiné, La Matiouette ou l'arrière-pays, le drame prend forme à l'intérieur d'un salon de coiffure de province. Pour son film, Les Ombres', Jean-Claude Brisseau investit un appartement dans une barre HLM de banlieue. Etc.

## Distribution

### Acteurs principaux
- Jacques Serres (épisode 1, Les Ombres])
- Philippe Caroit (épisode 1, Les Ombres)
- Laure Duthilleul (épisode 2, À toute allure)
- Bernard Ballet (épisode 2, À toute allure)
- Jean-François Stévenin (épisode 3, La couleur de l'abîme)
- Evelyne Dress (épisode 3, La couleur de l'abîme)
- Véronique Leblanc (épisode 4, Demain, il fera beau)
- Daniel Mellier (épisode 4, Demain, il fera beau)
- Geraldine Chaplin (épisode 5, Casting)
- Edith Scob (épisode 5, Casting)
- Hubert Deschamps (épisode 6, Une villa aux environs de New-York)
- Anne-Laure Meury (épisode 6, Une villa aux environs de New-York)
- Ingrid Bourgoin (épisode 7, Une sale histoire de sardines)
- Michel Delahaye (épisode 7, Une sale histoire de sardines)
- Féodor Atkine (épisode 8, Hughie)
- Jean-Pierre Kalfon (épisode 8, Hughie)
- Jacques Nolot (épisode 9, La Matiouette ou l'arrière-pays)
- Patrick Fierry (épisode 9, La Matiouette ou l'arrière-pays)
- Victoria Abril (épisode 10, Sous le signe du poisson)
- Nini Crépon (épisode 10, Sous le signe du poisson)
- Chantal Akerman (épisode 11, L'Homme à la valise)
- Jeffrey Kime (épisode 11, L'Homme à la valise)

### Réalisateurs
La réalisation des différents épisodes de cette série a été confiée à des réalisateurs issus du monde du cinéma : André Téchiné, Robert Kramer, Benoît Jacquot, Pierre Zucca, Chantal Akerman, Jean-Claude Brisseau, Arthur Joffé, Marie-Claude Treilhou, Pascal Kané, etc.

## Films composant la collection
La collection compte 11 films au total, réalisés entre 1981 et 1984 :
1. Les Ombres (63 min), un film de Jean-Claude Brisseau, diffusé sur TF1 le 9 avril 1982
2. À toute allure (61 min), un film de Robert Kramer, diffusé sur TF1 le 24 juin 1983 (sélectionné en compétition au Festival de Cannes en mai 1982)
3. La Couleur de l'abîme (52 min), un film de Pascal Kané, diffusé sur TF1 le 5 juillet 1983
4. Demain, il fera beau (58 min), un film de Guy Mousset, diffusé sur TF1 le 12 juillet 1983
5. Casting (65 min), un film d'Arthur Joffé, diffusé sur TF1 le 19 juillet 1983 (Prix de la Jeunesse au Festival de Cannes en mai 1983)
6. Une villa aux environs de New-York (55 min), un film de Benoît Jacquot, diffusé sur TF1 le 26 juillet 1983
7. Une sale histoire de sardines (55 min), un film de Marie-Claude Treilhou, diffusé sur TF1 le 30 août 1983
8. Hughie (53 min), un film de Frédéric Compain, diffusé sur TF1 le 6 septembre 1983
9. La Matiouette ou l'Arrière-pays (45 min), un film d'André Téchiné, diffusé sur TF1 le 13 septembre 1983 (sélectionné au Certain regard à Cannes en mai 1983)
10. Sous le signe du poisson (61 min), un film de Pierre Zucca, diffusé sur TF1 le 29 août 1984
11. L'Homme à la valise (60 min), un film de Chantal Akerman, diffusé sur TF1 le 5 septembre 1984

## Production
La production de la série est lancée par l'INA en 1981 avec la réalisation du premier épisode, Les Ombres, dirigé par Jean-Claude Brisseau, entièrement tourné dans un appartement d'une HLM de banlieue (unité de lieu). Le tournage du dernier épisode, intitulé L'Homme à la valise et réalisé par Chantal Akerman, s'achève début 1984.